# نيت (وحدة)
نيت (من اللاتينية Nitere التي تعني "لمعان") هي وحدة قياس الاستضواء؛ هي كمية فيزيائية بصرية لا تنتمي إلى النظام الدولي (SI).
يعادل نيت 1 قنديلة لكل متر مربع:
{\displaystyle 1\ {\text{nit}}={1\ {\text{cd}} \over 1\ {\text{m}}^{2}}}
تَستخدمها الشركات المصنعة للشاشات عادةً لوصف سطوع السطح الأمامي المقاس بأداة رقمية خاصة.
يبلغ استضواء شاشة صمام الأشعة المهبطية قرابة 150 نيت، في حين أن شاشات عرض البلورة السائلة (LCD) يمكن أن تصل إلى ثلاث مرات ذلك (لاحظ أنه لكي تكون مرئية في ضوء الشمس المباشر، ومع ذلك، ستحتاج الشاشة إلى استضواء لا يقل عن 700 شمعة)؛ تتمتع أحدث أجهزة التلفاز باستضواء يبلغ 1000 نيت وأكثر (تتعلق بمواصفات HDR).